# Le Ray
Pour les articles homonymes, voir Le Ray (homonymie).

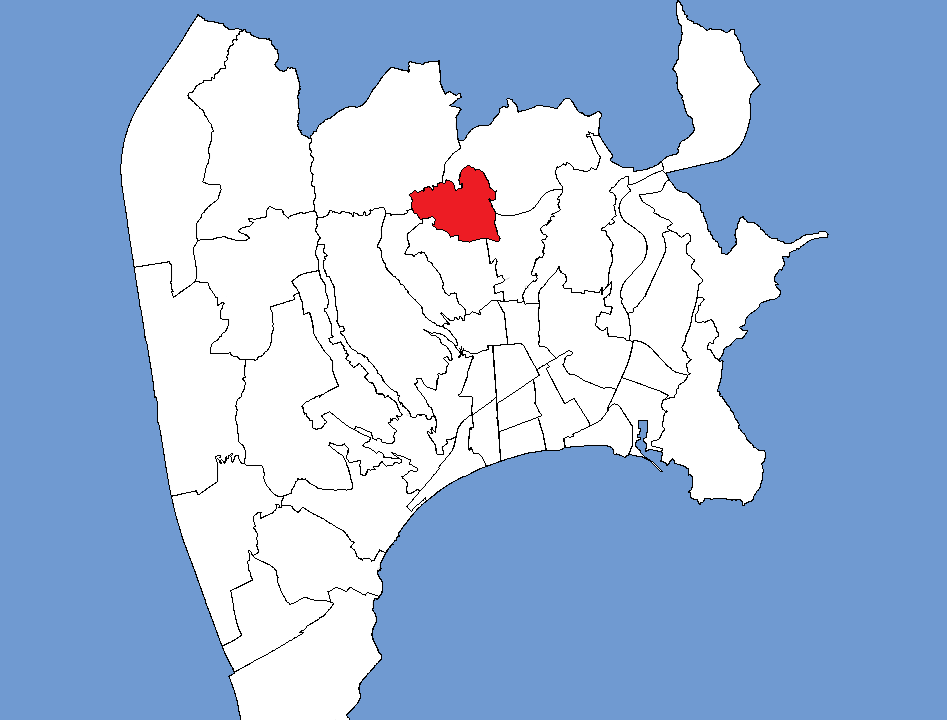
Quartier du Ray.

Le quartier niçois du Ray est situé au nord de la ville. Le quartier comprenait le stade du Ray avant sa destruction.

## Voies du quartier
Les voies sont présentées par ordre alphabétique par simplicité et ne correspondent pas à une visite touristique cohérente.